# Animal Crossing (serie)
Animal Crossing (どうぶつの森?, Dōbutsu no Mori) è una serie di videogiochi simulatori di vita pubblicati da Nintendo a partire dal 2002.

Logo ufficiale della serie

Al 2025 la serie conta cinque capitoli principali (Animal Crossing, Animal Crossing: Wild World, Animal Crossing: Let's Go to the City, Animal Crossing: New Leaf e Animal Crossing: New Horizons) e quattro spin-off (Animal Crossing: Happy Home Designer, Animal Crossing: Amiibo Festival, Animal Crossing: Pocket Camp e Animal Crossing: Happy Home Paradise).

## Videogiochi

### Capitoli principali
| Titolo                                | Data/e                                                               | Piattaforma/e                 |
| ------------------------------------- | -------------------------------------------------------------------- | ----------------------------- |
| Animal Crossing                       | 14 dicembre 2001 16 settembre 2002 17 ottobre 2003 24 settembre 2004 | Nintendo 64 Nintendo Gamecube |
| Animal Crossing: Wild World           | 23 novembre 2005 5 dicembre 2005 8 dicembre 2005 31 marzo 2006       | Nintendo DS                   |
| Animal Crossing: Let's Go to the City | 16 novembre 2008 20 novembre 2008 4 dicembre 2008 5 dicembre 2008    | Nintendo Wii                  |
| Animal Crossing: New Leaf             | 8 novembre 2012 9 giugno 2013 14 giugno 2013 15 giugno 2013          | Nintendo 3DS                  |
| Animal Crossing: New Horizons         | 20 marzo 2020                                                        | Nintendo Switch               |

### Spin-off
| Titolo                                | Data/e                                                         | Piattaforma/e  |
| ------------------------------------- | -------------------------------------------------------------- | -------------- |
| Animal Crossing: Happy Home Designer  | 30 luglio 2015 25 settembre 2015 2 ottobre 2015 3 ottobre 2015 | Nintendo 3DS   |
| Animal Crossing: Amiibo Festival      | 13 novembre 2015 20 novembre 2015 21 novembre 2015             | Nintendo Wii U |
| Animal Crossing: Pocket Camp          | 25 ottobre 2017 22 novembre 2017                               | Android iOS    |
| Animal Crossing: Pocket Camp Complete | 2 dicembre 2024                                                | Android iOS    |

## Caratteristiche
In ogni gioco della serie Animal Crossing, il giocatore assume il ruolo di un umano che si trasferisce per un periodo indeterminato in un villaggio rurale abitato da animali antropomorfi. Il gameplay non è lineare: il giocatore non ha un obiettivo definito e viene incoraggiato a passare il tempo nel villaggio dedicandosi a diverse attività, come collezionare oggetti, piantare fiori o alberi e socializzare con gli altri abitanti. Tutti i giochi della serie si svolgono in tempo reale grazie all'orologio e al calendario interni della console; in questo modo, il passare del tempo nel gioco riflette quello della realtà, evidenziando caratteristiche come le fasi del giorno e le stagioni. Alcuni eventi interni al gioco, come le festività o la crescita degli alberi, avvengono in determinati momenti o necessitano di qualche tempo per rivelarsi.
Una caratteristica degna di nota della serie Animal Crossing è l'alto livello di personalizzazione disponibile, la quale va ad interessare lo svolgimento del gioco. Il nome e il sesso del personaggio giocante vengono scelti dal giocatore all'inizio del gioco e il suo aspetto può essere modificato comprando vestiti (o creare per essi dei nuovi design) e accessori, oltre a cambiare acconciatura (introdotta in Animal Crossing: Wild World). Anche la casa del personaggio giocante può essere ammobiliata, decorata e ingrandita: questi può acquistare e collezionare mobili e posizionarli nella sua abitazione, cambiare carta da parati e tappeti. Nonostante la mappa, la posizione degli edifici e gli abitanti iniziali vengano generati in maniera casuale la prima volta che si gioca (eccetto in Animal Crossing: New Leaf e Animal Crossing: New Horizons, in cui si può decidere tra quattro tipi di villaggio o isola, rispettivamente), il nome, l'inno del villaggio e le frasi tormentone di alcuni abitanti possono essere determinati dal giocatore.
Il collezionismo di oggetti è uno degli aspetti principali di Animal Crossing: il giocatore può esplorare il villaggio e raccogliere oggetti, tra cui frutta e conchiglie, che può vendere in cambio di stelline, la valuta del gioco. Le stelline possono essere usate per comprare mobili e vestiti, espandere la propria casa, partecipare a giochi o investire. È inoltre presente un certo numero di attrezzi per attività quali la pesca e il collezionismo di insetti. Oggetti speciali come fossili o dipinti possono essere donati al museo del villaggio. Il giocatore può scegliere di socializzare con gli altri abitanti intrattenendosi in conversazioni, spedendo e ricevendo lettere, barattando o giocando a giochi come nascondino. Alcuni abitanti possono trasferirsi nel villaggio o da esso andarsene a seconda delle azioni del giocatore.

## Accoglienza
I giochi di Animal Crossing hanno ottenuto un notevole successo. I primi quattro giochi della serie principale sono tra i videogiochi più venduti per le rispettive console. Animal Crossing ha venduto 2,71 milioni di copie, Wild World 11,75 milioni, City Folk 3,38 milioni, New Leaf 12,82 milioni e Happy Home Designer 3,04 milioni. New Horizons ha eclissato le vendite a vita di tutte le passate iterazioni entro le prime sei settimane dall'uscita, ed è diventato il secondo gioco più venduto sulla console Nintendo Switch con 47,82 milioni di copie vendute. Amiibo Festival è stato un fallimento di critica e commerciale; in Giappone, vendendo solo 87 872 copie. In totale, il franchise di Animal Crossing ha venduto 81,45 milioni di unità in tutto il mondo.
In termini di entrate digitali, il gioco mobile Pocket Camp ha incassato oltre 150 milioni di dollari entro aprile 2020. New Horizons ha incassato 654 milioni di dollari in vendite digitali a dicembre 2020,, portando le entrate digitali combinate a oltre 804 milioni di dollari per i due giochi a dicembre 2020 .
L'ex presidente di Nintendo Satoru Iwata osservò che il 56% delle persone che avevano preordinato Animal Crossing: New Leaf si è identificato come donna, e molte di loro avevano acquistato un Nintendo 3DS appositamente per il gioco. Trovò particolarmente degno di nota il successo del gioco tra le donne di età compresa tra i 19 e i 24 anni.

## Altri media
Un adattamento cinematografico anime di Wild World, intitolato Dōbutsu no Mori, è stato pubblicato in Giappone il 16 dicembre 2006. Il film è stato prodotto da OLM, Inc. e distribuito da Toho. Dōbutsu no Mori ha guadagnato 1,8 miliardi di yen (circa 19,2 milioni di dollari) al botteghino.
Nel gioco per Wii WarioWare: Smooth Moves, pubblicato in Giappone nel 2006 e in Europa, Nord America e Australia nel 2007, è presente un minigioco ispirato ad Animal Crossing: Wild World, con lo stesso nome. Il giocatore deve catturare un pesce usando la stessa meccanica del gioco originale.
Il gioco per Wii del 2008 Super Smash Bros. Brawl presenta elementi di Wild World. Il più importante è un palcoscenico basato sul villaggio degli animali, chiamato "Smash Village", che cambia il suo scenario in base all'orologio del sistema Wii e presenta una serie di canzoni remixate o estratte dal gioco originale. Mr. Resetti e le Trappole, che compaiono in tutti i giochi di Animal Crossing, sono disponibili rispettivamente come assistente e come oggetto. Brawl include anche 24 trofei collezionabili basati su personaggi e oggetti della serie.
Wii Music include due brani riproducibili da Animal Crossing.

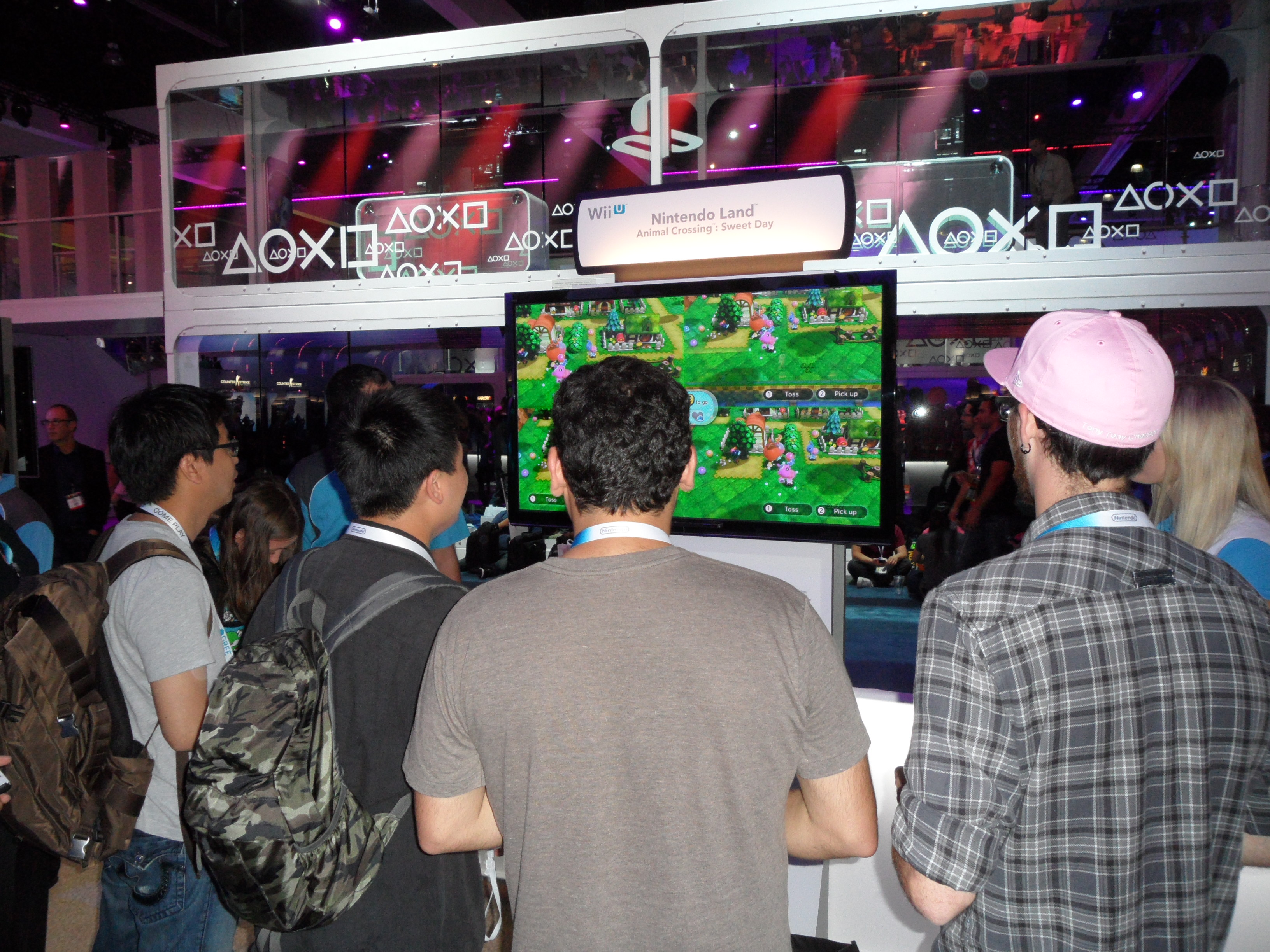
Animal Crossing: Sweet Day all'E3 2012

Il minigioco Animal Crossing: Sweet Day su Nintendo Land è basato sulla serie di giochi Animal Crossing. L'obiettivo del gioco è che i giocatori del telecomando Wii (1-4) raccolgano grandi quantità di caramelle sparse nell'area e le conservino nella loro testa senza essere scoperti dai custodi.
Un personaggio giocabile chiamato "Abitante" rappresenta la serie Animal Crossing come combattente in Super Smash Bros. per Nintendo 3DS e Wii U e Super Smash Bros. Ultimate. Il personaggio ha sia forme maschili che femminili, che vengono selezionate quando si sceglie il personaggio. Le sue mosse includono la capacità di catturare altri giocatori in una rete e sparare Razzi Gironio con un missile. Inoltre, Fuffi di New Leaf appare come assistente e in seguito come combattente a sé stante in Ultimate. Nei giochi compaiono due nuovi stage di Animal Crossing: "Campagna e città" da City Folk nella versione Wii U e "Isola di Tortimer" da New Leaf nella versione 3DS. "Smash Village" di Brawl ritorna nella versione Wii U.
L'Abitante e Fuffi sono personaggi giocabili in Mario Kart 8 tramite contenuto scaricabile, insieme a una pista basata su Animal Crossing e un trofeo che prende il nome dalla serie noto come "Trofeo Crossing". I due piloti, insieme alla pista di Animal Crossing, sono stati inclusi anche nella versione per Nintendo Switch del gioco, Mario Kart 8 Deluxe insieme a una tuta da corsa basata sulla serie Mii. Nel giugno 2015, i cosmetici a tema Fuffi e Mr. Resetti sono stati aggiunti come opzioni di costumi per il compagno del giocatore in Monster Hunter 4 Ultimate.